# Vilayet di Mamuret-ul-Aziz
Il vilayet di Mamuret-ul-Aziz (in turco: Vilâyet-i Ma'muretül'aziz), detto anche vilayet di Harput, fu un vilayet dell'Impero ottomano.

## Storia
Venne creato nel 1879 da una parte del Vilayet di Diyarbekir che includeva anche la città di Malatya. Nel 1888 per ordine del sultano il vilayet ottenne il sanjak di Hozat. Il vilayet era collocato tra le valli dell'Eufrate e del Murat.

## Geografia antropica

### Suddivisioni amministrative
I sanjak del vilayet di Mamuret-ul-Aziz nel XIX erano:
1. sanjak di Mamuret-ul-Aziz
2. sanjak di Malatya
3. sanjak di Dersim (Hozat)

## Composizione della popolazione
| Provenienza della popolazione residente (dati del 1914)) |         |
| Musulmani                                                | 446.379 |
| Greci                                                    | 971     |
| Armeni                                                   | 79.821  |